# غوهردشت (غناباد)
غوهردشت (بالفارسية: گوهردشت) هي قرية تقع في قسم زيبد الريفي في إيران. يقدر عدد سكانها بـ 140 نسمة .